# Newberg
Newberg är en ort i Yamhill County i delstaten Oregon, USA.